# Jordi Rossy
Jordi (o Jorge) Rossy neix el 1964 a Barcelona en el si d'una família de tradició musical. Jorge és el menor de tres germans. Mercè, la seva germana més gran, és pianista; Mario, el seu germà, és contrabaixista; i Mario, el seu pare, toca el piano, la guitarra i l'acordió.

## Inicis
Jorge Rossy comença a tocar la bateria a l'edat d'11 anys. El 1978 inicia estudis de percussió clàssica. El 1980 realitza estudis d'harmonia de Jazz i improvisació, que aplica tocant el vibràfon i el piano. El 1981 comença a tocar la trompeta i treballar professionalment amb la bateria amb grups locals. El 1982 entra com a professor de bateria i combo al Taller de Músics de Barcelona. Entre 1982 i 1989 Jorge Rossy toca en festivals i clubs per tot Espanya amb músics locals com a Perico Sambeat, Tete Montoliu, Carles Benavent o Chano Domínguez. Amb alguns d'aquests músics forma grups estables amb què des de 1984 grava discs de vinil.
Durant aquest període també toca amb músics dels EUA (com Woody Shaw, Jack Walrath, Sal Nistico, Dave Schnitter i Kenny Wheeler) en gires espanyoles i en programes de televisió. També participa com a alumne i/o professor en múltiples seminaris de Jazz organitzats pel Taller de Músics a Castelldefels, Banyoles, Sevilla, Granada, Cadis, Alcala de Henares, Madrid, Begues, etc.

## Estudis
El 1989 Jorge Rossy es trasllada a Boston, EUA, amb una beca per a estudiar trompeta en el Berklee College of Music, on comença una nova etapa musical. A Boston hi coneix una nova generació de músics en estat de formació, i es crea un vincle creatiu que serà decisiu per a Rossy durant la dècada següent. El 1990 Jorge Rossy toca a Boston, Nova York, Panamà i aFrança amb el trio de Danilo Pérez. El 1991 tornen a Panamà, aquesta vegada en quartet amb Giovanni Hidalgo, i poc després Jorge entra a formar part del quartet de Paquito D'Rivera. Aquell any Jorge Rossy es trasllada a Nova York amb Paquito D'Rivera i realitza les seves primeres gires internacionals. El 1991 i el 1992 actuen a Europa, l'Amèrica Central, el Brasil, els EUA i el Japó, i grava el CD Havana Café.
El 1993 deixa el quintet de Paquito D'Rivera i el circuit internacional per a treballar amb els músics de la seva generació. Gairebé tots els seus amics de Boston s'han instal·lat a Brooklyn, Nova York, i es dediquen a tocar en petits clubs, sobretot en Small's, i Jorge Rossy des del 1991 es presenta a Espanya amb els seus col·legues americans. Per a molts d'ells aquest era el seu primer viatge a Europa. Aquests músics eren Joshua Redman, Mark Turner, Brad Mehldau, Kurt Rosenwinkel, Seamus Blake, Chris Cheek, Kevin Hayes i Freddie Bryant, entre d'altres. En 1993 l'enregistrament del CD When I Fall in Love del Mehldau Rossy Trio, amb Brad Mehldau i Mario i Jorge Rossy, inicia una intensa i fructífera relació amb la discografia Fresh Sound. A partir de 1994 molts músics de la jove escena de N.Y. s'inicien amb Jorge la bateria en la discografia Fresh Sound, o en l'holandesa Criss Cross.
La discografia de Jorge Rossy inclou més de 70 títols, molts d'ells premiats en diferents països. Alguns dels debuts discogràfics més significatius en què Jorge Rossy participa són: Fresh Sound/New Talent Mehldau Rossy Trio, When I Fall in Love Kurt Rosenwinkel, East Coast Love Affair Reid Anderson, Dirty Show Tunes Ethan Ivenson, Construction Zone i Deconstruction Zone Chris Cheek, A Girl Named Joe Criss Cross: Mark Turner, Yam Yam Seamus Blake, The Bloom Daddies Strech Records: Avishai Cohen, Adama
Altres CDs significatius d'aquest període són: Ademuz, Periquito Sambeat amb Enrique Morente Stranger Things Can Happen, Seamus Blake Vaig venir, Chris Cheek. El 1995 el Trio de Brad Melhdau amb Larry Grenadier al baix i Jorge Rossy a la bateria grava per primera vegada per a Warner Bros. Aquesta col·laboració dona lloc a més de 10 CDs incloent la banda sonora de la pel·lícula Dt. Femme est uneix Actrice i Llarg.

## Col·laboracions[calcitació]
La llista dels músics que han gravat amb Jorge Rossy a la bateria és molt llarga. Aquests són alguns dels més destacats encara no esmentats:
Chick Corea, Senyor Àlies, Danilo Pérez, Mark Johnson, Ben Monder, Joshua Redman i Kevin Hayes.
Entre 1996 i desembre del 2004 el Trio de Brad Melhldau, a més d'enregistraments, ha efectuat gires per Europa, els EUA, el Canadà, l'Amèrica del Sud i el Japó, i hi ha ofert centenars de concerts en clubs llegendaris com el Village Vanguard de Nova York i en sales de concerts de gran prestigi com el Carnegie Hall de Nova York, la Sala Pleyel de París, el Queen Elisabeth Hall de Londres i un llarg etcètera.